# Цовасар
Цовасар (вірм. Ծովազար) — село в марзі Гегаркунік, на сході Вірменії. Село розташоване за 13 км на захід від міста Мартуні та за 4 км на південний захід від села Цаккар. В селі є дві цекркви: Святого Григорія Просвітителя (9 століття) та Святої Богородиці (16 століття).